# Moroteza
Moroteza is een plaats en commune in Madagaskar, behorend tot het district Vondrozo. Tijdens de laatste volkstelling (2001) telde de plaats 18.082 inwoners. 
De plaats biedt alleen lager onderwijs. 99% van de inwoners werkt in de landbouw, de belangrijkste landbouwproducten zijn koffie en rijst; andere belangrijke producten zijn bananen, suikerriet en cassave. In de dienstensector werkt 1% van de inwoners. 